# Periorycta eucraera
Periorycta eucraera är en fjärilsart som beskrevs av Turner 1917. Periorycta eucraera ingår i släktet Periorycta och familjen praktmalar, Oecophoridae. Inga underarter finns listade i Catalogue of Life.